# The Last DJ (canção)
The Last DJ é o título de uma música escrita por Tom Petty e gravada pela banda de rock americana Tom Petty and the Heartbreakers. Foi lançada em setembro de 2002 como o single principal do álbum de mesmo nome. A música teve um sucesso moderado, alcançando o número 22 na lista Mainstream Rock Tracks da Billboard em 2002.

## Antecedentes e redação
Petty disse à revista Mojo que, na música, "o rádio era apenas uma metáfora. 'The Last DJ' foi realmente sobre perder nossa bússola moral, nosso centro moral". Na canção, constrói-se o argumento de quanto a indústria da música é péssima.
O verso "Quanto você pagará pelo que costumava receber de graça" foi usada pouco antes de o site do Fã-Clube, anteriormente gratuito, ser alterado para exigir uma taxa de US $ 50. Petty disse a Jim DeRogatis que a música é uma história "sobre um DJ em Jacksonville, Flórida, que ficou tão frustrado com sua incapacidade de tocar o que queria que se mudou para o México e recuperou sua liberdade. A música é cantada por um narrador que é fã deste DJ".

## Proibição
A música foi banida por muitas estações pertencentes à Clear Channel Communications por ser "anti-rádio". "Fiquei feliz quando minha música foi banida", disse Petty à Billboard. "Lembro quando o rádio significou alguma coisa. Gostávamos das pessoas que estavam nele, mesmo que as odiássemos. Eles tinham personalidade. Eles eram pessoas de bom gosto, em quem confiávamos. E eu vejo isso desaparecendo."

## Recepção critica
Chuck Taylor, da Billboard, chamou de "a música mais inspiradora em anos de um homem que já viu tudo".

## Na cultura popular
No episódio dos Simpsons, "How I Spent my strummer", Homer recebe aulas de composição de Tom Petty. Na transmissão original, "The Last DJ" pode ser ouvido tocando em um rádio na cena final. A música foi alterada para distribuição.